# پودومی
پودومی (به چکی: Podomí) یک منطقهٔ مسکونی در جمهوری چک است که در ناحیه ویشکوو واقع شده‌است. پودومی ۵٫۴۵ کیلومتر مربع مساحت و ۴۳۳ نفر جمعیت دارد و ۵۵۲ متر بالاتر از سطح دریا واقع شده‌است.